# Vlag van Cundinamarca

Vlag van Cundinamarca

De vlag van Cundinamarca is een horizontale driekleur in de kleurencombinatie blauw-geel-rood, met in het midden een zwart-witte uitvoering van het wapen van Cundinamarca.

Wapen van Cundinamarca

De vlag werd voor het eerst gebruikt op 17 juli 1813, enkele jaren nadat Cundinamarca zich los verklaarde van het Spaanse koloniale rijk, maar nog wel de Spaanse koning als vorst bleef aanvaarden. De bovenste kleuren zijn afkomstig van de kleuren van Bogota, die sinds een opstand tegen de Spanjaarden in 1810 geel en rood zijn. De herkomst van de blauwe kleur is onduidelijk; sommige bronnen stellen dat deze naar de zee verwijst, maar dat is niet waarschijnlijk aangezien Cundinamarca diep in het Colombiaanse binnenland ligt. Het departement heeft ook geen meren of grote rivieren. In deze eerste periode dat de vlag in gebruik was, ontbrak het zegel dikwijls wanneer de vlag als civiele vlag dienstdeed.
De driekleur met zegel werd op 7 augustus 1813 in gebruik genomen, maar was sinds december 1814 in onbruik geraakt; Cundinamarca werd toen bij de Verenigde Provincies van Nieuw-Granada gevoegd, het latere Colombia. Gedurende de 19e eeuw werden de vlag en het wapen af en toe nog gebruikt, maar pas toen Cundinamarca in 1857 een Colombiaanse deelstaat werd, werd het wapen opnieuw ingevoerd. De Cundinamarcaanse vlag in die periode was anders dan die van 1813: het betrof een doek bestaande uit drie verticale banen in de kleurencombinatie rood-blauw-geel, met in het midden van de blauwe baan het wapen. Dit ontwerp was in gebruik bij alle Colombiaanse deelstaten. Na de 1000-daagse Oorlog en de oprichting van de moderne Colombiaanse republiek (1902) leidden ertoe dat Cundinamarca veranderde van een deelstaat in een departement en geen eigen vlag meer zou voeren. Pas halverwege de 20e eeuw kreeg het departement weer een eigen vlag, die uit 1813.
Volgens Spectrum Vlaggenboek is de driebanige vlag met blauw-geel-rood (zonder wapen).